# Rotala okrągłolistna
Rotala okrągłolistna (Rotala rotundifolia (Buch.-Ham. ex Roxb.) Koehne) – gatunek rośliny wodnej z rodziny krwawnicowatych. Pochodzi z Indochin (Kambodża i Wietnam). Uprawiana w akwariach. Osiąga do 60 cm wysokości.

## Uprawa
Rotala okrągłolistna cechuje się wysoką tolerancją na skład chemiczny wody, dlatego też uważana jest przez akwarystów za roślinę łatwą w uprawie. 
Wegetację obserwuje się w warunkach:
- temperatura: 18-30 °C
- pH: 5-8
- twardość ogólna wody: od bardzo miękkiej do twardej
- wymagania świetlne: średnie do wysokich

Jednakże do uzyskania silnie czerwonych liści należy zapewnić mocne oświetlenie, w przeliczeniu ok. 1 wata na litr wody oraz utrzymać azot na niskim poziomie (~5 ppm), podnosząc liczbę fosforanów (~1,5-2 ppm). Zapewnienie większej ilości żelaza jest również niezbędne do uzyskania czerwonej barwy. Woda powinna być lekko kwaśna (pH~6,5).